# Кабин Џон (Мериленд)
Кабин Џон (енгл. Cabin John) насељено је место без административног статуса у америчкој савезној држави Мериленд.

## Демографија
По попису из 2010. године број становника је 2.280, што је 546 (31,5%) становника више него 2000. године.
| Група             | 2000.         | 2010.         |
| Белци             | 1.437 (82,9%) | 1.820 (79,8%) |
| Афроамериканци    | 63 (3,6%)     | 84 (3,7%)     |
| Азијати           | 152 (8,8%)    | 192 (8,4%)    |
| Хиспаноамериканци | 47 (2,7%)     | 104 (4,6%)    |
| Укупно            | 1.734         | 2.280         |